# Diggin' in dah Vaults
Diggin' in dah Vaults è una raccolta del gruppo hip hop statunitense Black Moon, bootleggato nel 1996 dalla Nervous Records dopo che il gruppo si era rifiutato di pubblicarlo: l'azione porterà a una causa legale tra il gruppo e l'etichetta.
| Recensione | Giudizio |
| ---------- | -------- |
| AllMusic   | [ 1 ]    |

## Tracce
1. How Many Emcees (Must Get Dissed) (DJ Evil Dee Remix) – 4:34
2. Act Like U Want It (DJ Evil Dee Remix) – 4:58
3. Shit Iz Real – 4:27
4. Son Get Wrec (DJ Evil Dee Remix) – 4:52
5. U da Man (DJ Evil Dee Remix featuring Dru-Ha, Havoc & Smif-N-Wessun) – 4:52
6. Buckshot Freestyle Joint – 5:36
7. Fuck It Up – 3:55
8. I Got Cha Opin (Remix) – 4:21
9. Buck Em Down (Remix) – 4:53
10. Muderd MC's – 5:25
11. Headz Ain't Redee (featuring Boot Camp Click) – 5:30
12. Six Feet Deep – 3:47

## Classifiche

### Classifiche settimanali
| Classifica (1996)         | Posizione massima |
| ------------------------- | ----------------- |
| US Heatseekers Albums     | 22                |
| US Top R&B/Hip-Hop Albums | 33                |